# 삼성 갤럭시 A2 Core
삼성 갤럭시 A2 Core는 삼성전자가 제조한 안드로이드 스마트폰이다.

## 같이 보기
- 삼성 갤럭시
- 삼성 갤럭시 A 시리즈